# Gensim
Gensim est une bibliothèque logicielle Python de topic modelling.